# توماس بيندكت
توماس بيندكت (بالإنجليزية: Thomas Benedict)‏ هو سياسي أمريكي، ولد في 1682 في نوروولك في الولايات المتحدة، وتوفي بنفس المكان في 5 يوليو 1763. انتخب عضو مجلس نواب كونيتيكت.